# 핀스터아어호른 산장

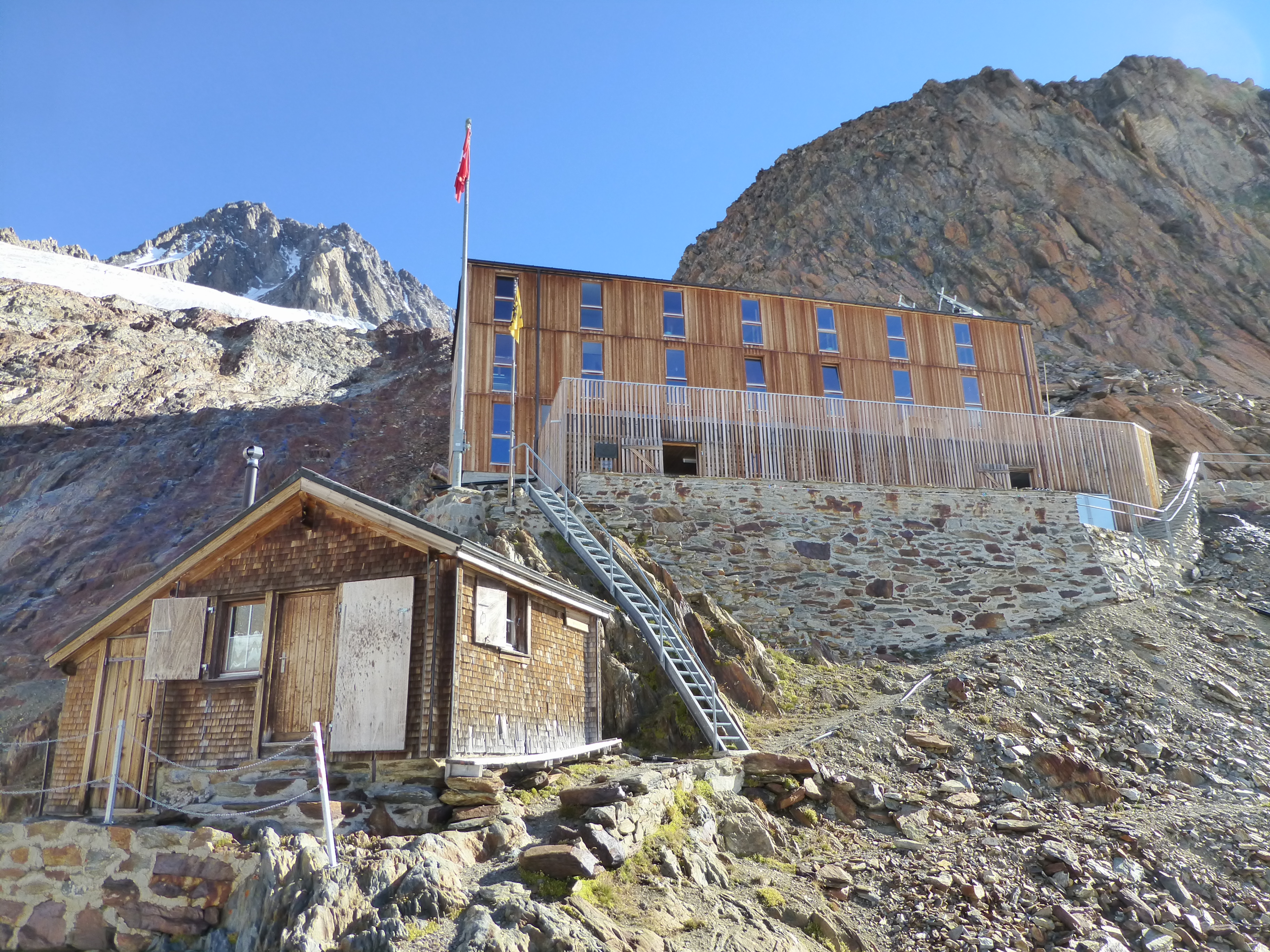
핀스터아어호른 산장, 배경으로 핀스터아어호른

핀스터아어호른 산장(독일어: Finsteraarhornhütte)은 스위스 알파인 클럽의 산장으로 스위스 발레주의 피셔탈 북쪽에 위치해 있다. 베른 알프스의 최고봉인 핀스터아어호른 남쪽 기슭의 해발 3,048m 높이에 있다. 오두막은 산맥 중 가장 큰 피셔 빙하의 상부 분지를 내려다보고 있다. 그것은 그륀호른뤼케에서 동쪽으로 몇 킬로미터 떨어져 있다.
오두막은 매우 외딴 지역에 있으며 모든 접근이 빙하 횡단을 포함하기 때문에 산악인만 접근할 수 있다. 가장 짧은 접근(6시간)은 융프라우요흐역에서 출발한다. 핀스터아어호른 산장은 핀스터아어호른 정상으로 가는 정상 루트의 베이스이며, 이 지역의 다른 높은 정상(그로스 피셔호른, 그륀호른)을 오르는 데에도 사용된다.

## 같이 보기
- Swisstopo 지형도